# Morgi (Józefów)
Morgi – część  miasta Józefowa w Polsce, położona w województwie lubelskim, w powiecie biłgorajskim, w gminie Józefów.
Stanowi najdalej na północ wysuniętą część Józefowa w okolicy ulicy Źródlanej, w sąsiedztwie wsi Borowina.
Dawniej samodzielna wieś w gminie Krasnobród, która od 1933 roku wraz z Borowiną tworzyła wspólną gromadę o nazwie Borowina-Morgi.
Od 1954 w powiecie biłgorajskim w gromadzie Józefów, a od 1 stycznia 1973 w gminie Józefów. W latach 1975–1998 miejscowość należała administracyjnie do województwa zamojskiego.
1 stycznia 1988 Morgi (88,05 ha) włączono do Józefowa, w związku z odzyskaniem przez niego statusu miasta.
Wierni Kościoła rzymskokatolickiego należą do parafii Niepokalanego Poczęcia Najświętszej Maryi Panny w Józefowie.